# Ocala
Ocala is een plaats (city) in de Amerikaanse staat Florida, en valt bestuurlijk gezien onder Marion County.

## Demografie
Bij de volkstelling in 2000 werd het aantal inwoners vastgesteld op 45.943.
In 2006 is het aantal inwoners door het United States Census Bureau geschat op 52.488, een stijging van 6545 (14,2%).

## Geografie
Volgens het United States Census Bureau beslaat de plaats een oppervlakte van
100,1 km², geheel bestaande uit land.

## Plaatsen in de nabije omgeving
De onderstaande figuur toont nabijgelegen plaatsen in een straal van 40 km rond Ocala.

## Geboren
- Elizabeth Ashley (1939), actrice
- Mark Collier (1971), acteur
- Joey Mantia (1986), schaatser
- Brittany Bowe (1988), schaatsster
- Erin Jackson (1992), schaatsster